# Konso

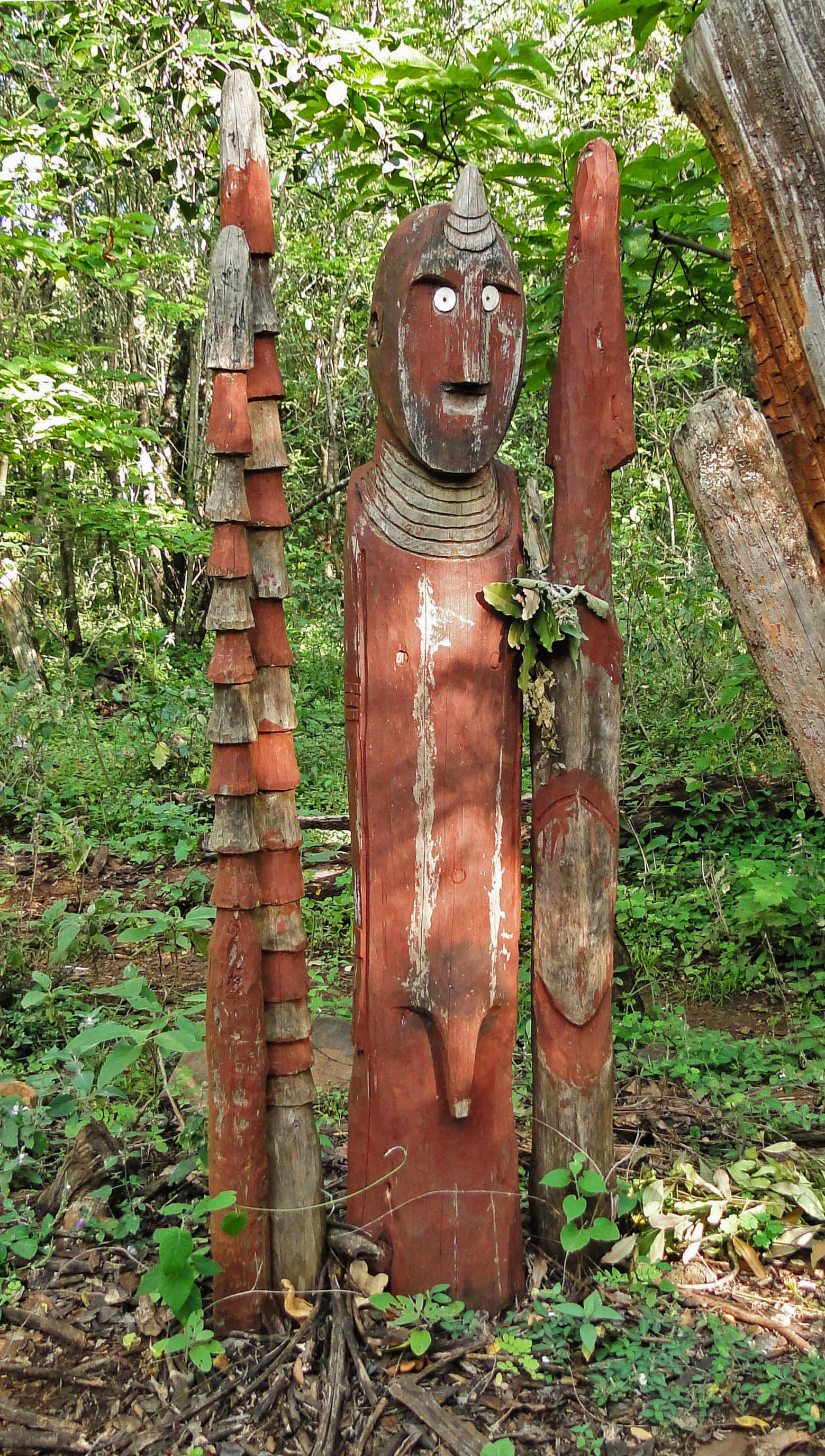
Tác phẩm điêu khắc Waga

Konso (còn được gọi là Karati) là một thị trấn bên bờ sông Sagan ở tây nam Ethiopia. Đây là một trung tâm hành chính của huyện đặc biệt Konso thuộc vùng Các dân tộc Phương Nam. Thị trấn này nằm ở độ cao 1650 mét so với mực nước biển. Nó còn được gọi Pakawle bởi một số người dân địa phương. 

## Tổng quan
Konso được đặt theo tên của người Konso, được biết đến với truyền thống tôn giáo lâu đời hơn 400 năm. Văn hóa của người Konso được thể hiện qua các tác phẩm điêu khắc gỗ hình người, đại diện cho những con người, anh hùng được kính trọng gọi là Waga. Đây là truyền thống tang lễ đang có nguy cơ biến mất. Ngoài ra là rất nhiều bia đá và khu vực hóa thạch gần đó, sau này là một địa điểm khảo cổ học Hominidae sớm. Địa điểm này được UNESCO công nhận là Di sản thế giới từ năm 2011.
Xung quanh Konso là cao nguyên đá, rừng thiêng, đền thờ, địa điểm khảo cổ cùng ruộng bậc thang bao quanh bởi những bức tường đá và được cung cấp nước bởi các hồ nước xây gần rừng gọi là Harda gần đó.
Thị trấn Konso ngày nay giống như một vòng tròn giao thông rộng lớn được bao quanh bởi 17 bức tường đá gọi là Moras nhằm mục đích phòng thủ. Ngành nghề chủ yếu ở Konso bao gồm nuôi ong, dệt nông nghiệp địa phương và du lịch sinh thái.